# Apeadero de Vila Boa do Mondego
El Apeadero de Vila Boa do Mondego fue una plataforma de la Línea de la Beira Alta, que servía a la localidad de Vila Boa do Mondego, en el Distrito de Guarda, en Portugal.

## Historia
El tramo de la Línea de la Beira Alta entre Pampilhosa y Vilar Formoso, en el cual esta plataforma se inserta, entró en servicio, de forma provisional, el 1 de julio de 1882, siendo la línea totalmente inaugurada, entre Figueira da Foz y la frontera con España, el 3 de agosto del mismo año, por la Compañía de los Caminhos de Ferro Portugueses de la Beira Alta.